# Ляоцератопс
Ляоцератопс (лат. Liaoceratops, буквально: рогатая морда Ляо) — род динозавров из клады Neoceratopsia инфраотряда цератопсов, живших во времена нижнемеловой эпохи (125,45—122,46 млн лет назад). Представители рода были небольшими динозаврами, размером с маленькую кошку, весили чуть больше трёх килограммов и обладали строением тела, характерным для неоцератопсов.

## История открытия
Остатки ляоцератопса были впервые обнаружены в китайской провинции Ляонин, наряду с окаменелостями некоторых пернатых динозавров. Группой учёных (куда, помимо прочих, входил американский палеоантолог Петер Маковицкий) в 2002 году виду Liaoceratops yanzigouensis было дано название и описание. Название рода происходит от провинции Ляонин, видовое имя — от города Янциго.
Голотип IVPP V12738 был обнаружен в формации Исянь (en:Yixian Formation), которая датируется барремским ярусом мелового периода. В отложениях также находились окаменевшие насекомые, деревья гинкго, а также окаменелости других динозавров, таких как ранний троодонтид синовенатор, также описанный Петером Маковицким.
По итогам исследования отложений Маковицкий сообщил, что найденные окаменелости проливают свет на многие аспекты эволюции динозавров, млекопитающих и цветковых растений, и выказал надежду на обнаружение ещё более примитивных динозавров, чем ляоцератопс.
Голотипом является практически полностью сохранившийся череп. Как показало дальнейшее исследование особи-паратипа IVPP V12633, череп-голотип принадлежит детёнышу. В 2007 году был обнаружен череп ещё более юного динозавра, CAGS-IG-VD-002. У CAGS-IG-VD-002 отсутствовали кости свода черепа, что могло быть результатом нападения хищника, прогрызшего голову и съевшего внутреннее содержимое.

## Описание и классификация
Ляоцератопс — динозавр маленького размера, череп-голотип в длину составляет 154 мм. Вес динозавра составлял примерно три с половиной килограмма. Он имел маленькие скуловые рога, не имея при этом надбровных рогов или костяного воротника, характерного для поздних рогатых динозавров. Эти особенности помогли лучше изучить разделение эволюционного пути цератопсов. Задолго до возникновения знакомого всем трицератопса на территории нынешней Северной Америки, родословная цератопсов разделилась на две ветви: неоцератопсы, основная группа, динозавры которой в дальнейшем приобретут узнаваемые рога и «воротники» (ляоцератопс является самым примитивным из известных членов данной группы); и пситтакозавриды, более мелкая группа, для членов которой характерны клювы, напоминающие клюв попугая.
Петер Маковицкий писал:

Открытие ляоцератопса проливает свет на раннюю эволюцию рогатых динозавров и показывает, что трицератопс и его сородичи произошли от крохотных цератопсов Азии. Этот маленький, примитивный динозавр на самом деле даже интереснее для науки, чем его более крупные и известные потомки, поскольку больше рассказывает нам об эволюции. Базальные динозавры невероятно важны, так как помогают связывать различные группы динозавров друг с другом и выстраивать эволюционные шаблоны.
Существование ляоцератопса подтверждает тот факт, что разделение (эволюционного пути рогатых динозавров — прим. переводчика) произошло не позднее раннего мелового периода. Это также свидетельствует о том, что цератопсы приобрели некоторые из своих отличительных особенностей раньше и быстрее, чем предполагалось до этого.
Оригинальный текст (англ.)Liaoceratops gives us a great window on the early evolution of horned dinosaurs and tells us that Triceratops and its relatives evolved from very small Asian ceratopsians. This small, primitive dinosaur is actually more interesting to science in many ways than its larger, more famous relatives because it teaches us more about evolution. Basal dinosaurs are critical because they help us to tie different groups of dinosaurs together and map out evolutionary patterns.

Liaoceratops establishes that this split occurred no later than the earliest part of the Cretaceous Period. Also, it indicates that ceratopsians acquired some of their distinctive features earlier and more rapidly than was previously recognized.